# Ungra
Ungra – wieś w Rumunii, w okręgu Braszów, w gminie Ungra. W 2011 roku liczyła 1189 mieszkańców.